# Cantra

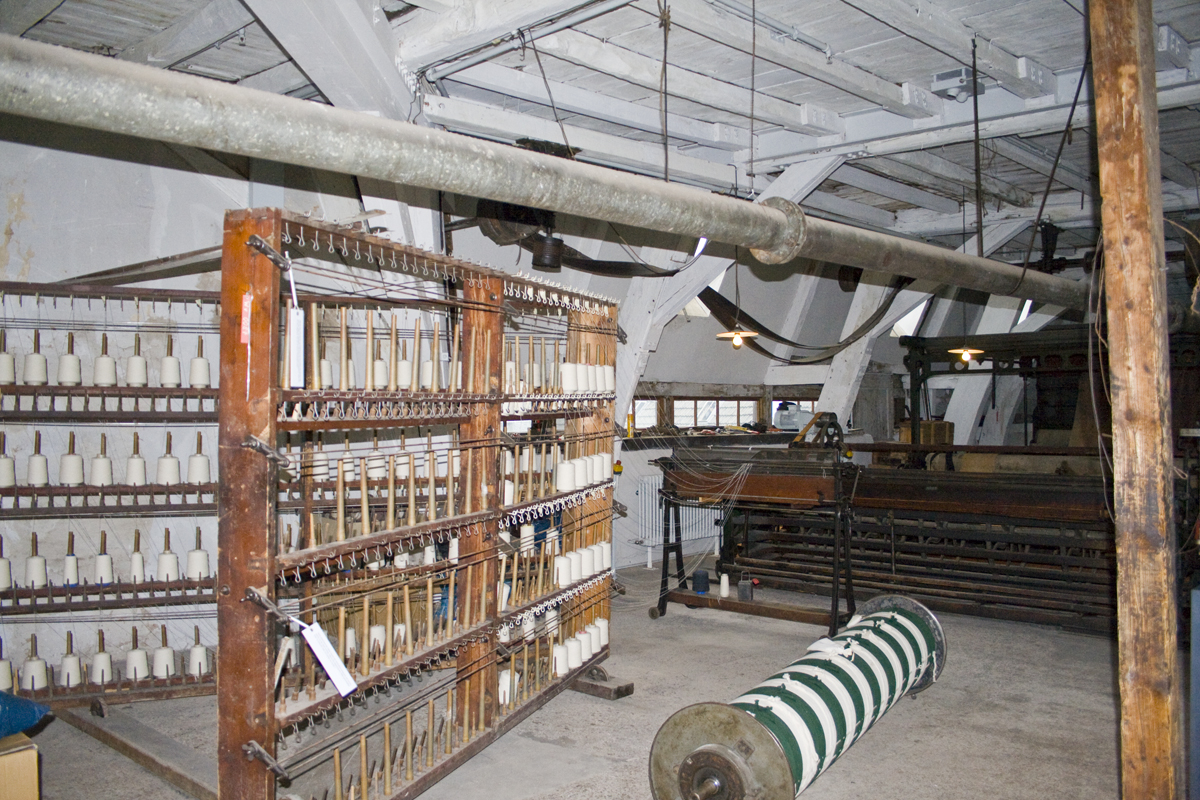
Vecchia cantra artigianale

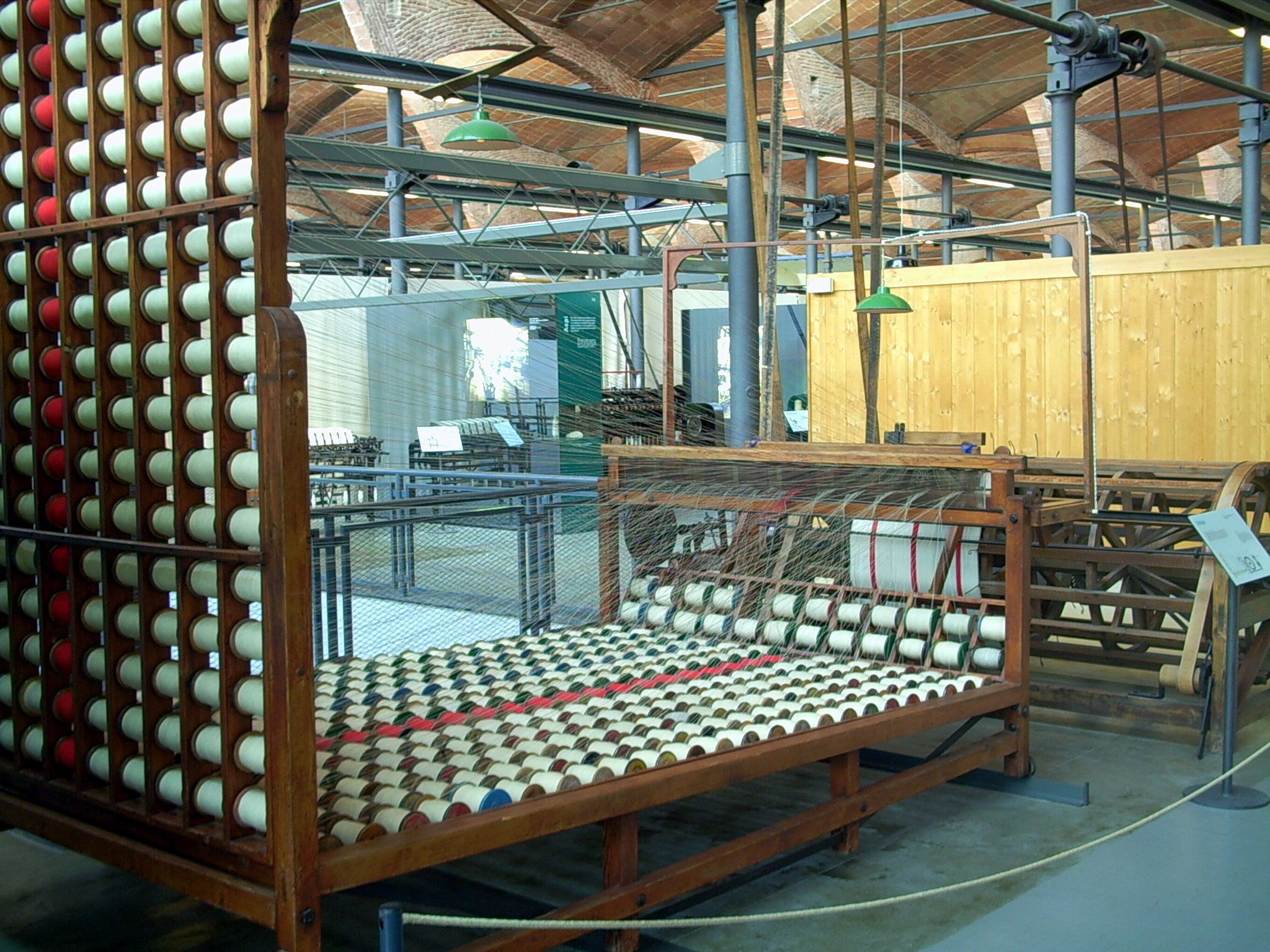
Cantra carica un orditoio a botte

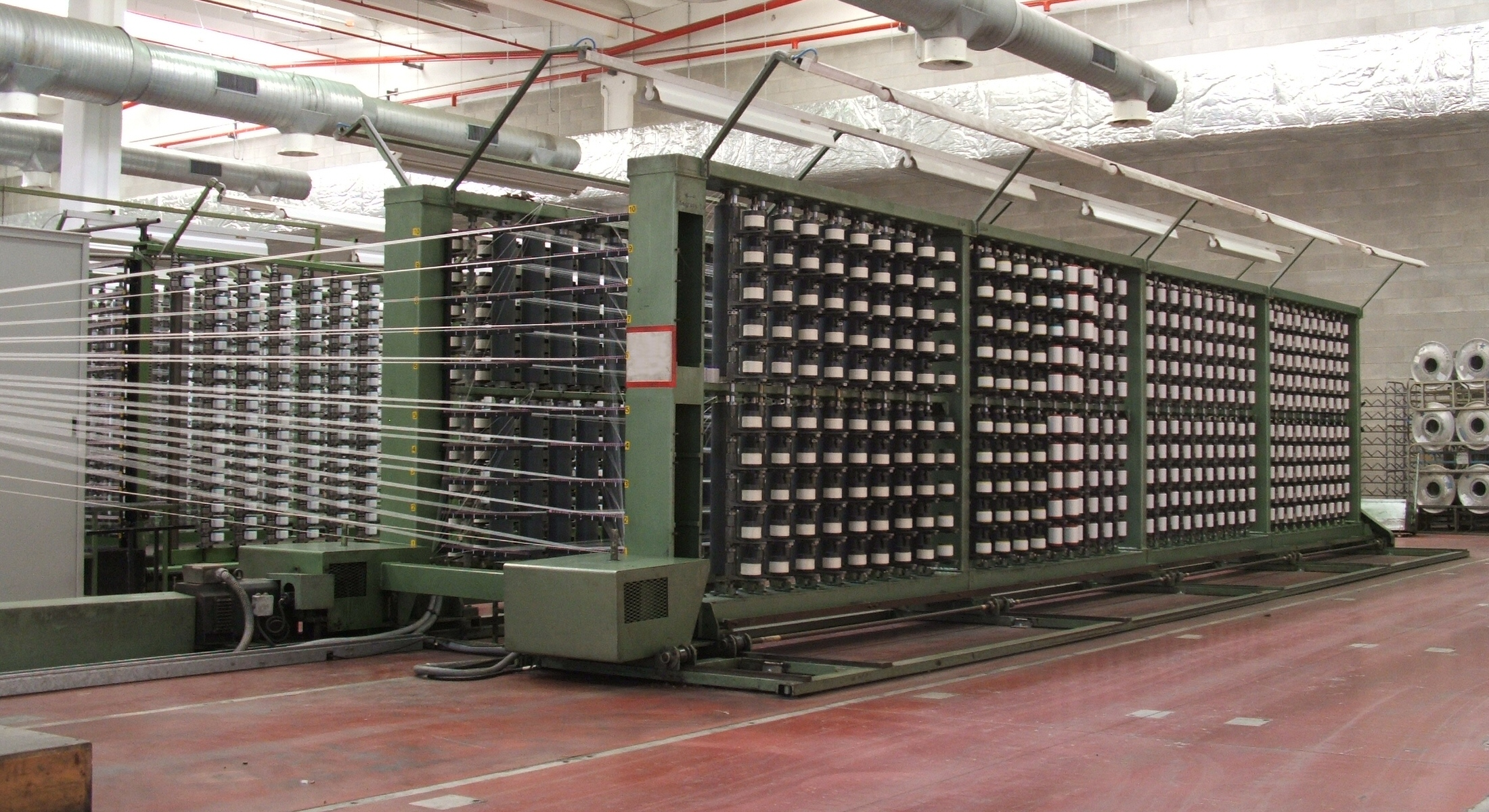
Moderna cantra nell'industria tessile caricata con rocche

La cantra è un macchinario usato nell'industria tessile per il caricamento del filato su un orditoio. Consiste in una batteria di rocchetti disposti in modo da consentirne lo srotolamento in modo agevole.
Nel passato le cantre erano costruite in legno, un pianale o struttura verticale dotata di chiodi o tondini metallici regolarmente distribuiti in modo che i rocchetti di legno che vi venivano infilati non si toccassero e potessero srotolarsi senza far ingarbugliare il filo.
Nell'odierna industria tessile sono macchinari complessi, con varie intelaiature metalliche verticali che portano centinaia di rocche del peso di circa un chilo. Le intelaiature vengono mosse su guide dentate da motori elettrici.